# Agathoklész (egyiptomi államférfi)
Agathokész (Ἀγαθοκλῆς, fl. i. e. 3. század; meghalt i. e. 203-202-ben) miniszter IV. Ptolemaiosz egyiptomi uralkodó (i. e. 221–205) udvarában, akihez ő és testvére, Agathoklea nagyon közel álltak.
Agathoklész apja révén távoli rokona volt a Ptolemaida-háznak. Oenanthé egyiptomi nemes hölgy fia volt első férjétől, Agathoklésztől; Agathokleán kívül még két lánytestvére volt, akiknek neve nem ismert. Apai nagyanyja, Theoxéna szürakúzai görög hercegnő volt, az ő anyja, szintén Theoxéna pedig makedón nemes asszony, anyai ágon az i. e. 283 és 246 között uralkodó II. Ptolemaiosz féltestvére. Polübiosz szerint Agathoklésznek több rokona is a Ptolemaida-dinasztiát szolgálta, köztük Nikón, aki IV. Ptolemaiosz admirálisa volt, Philón és Philammón, Küréné kormányzója.
Agathoklészt és testvérét nagyratörő anyjuk mutatta be IV. Ptolemaiosznak, akinek Agathoklea maradt a kedvence, annak ellenére, hogy i. e. 220-ban feleségül vette saját húgát, III. Arszinoét. I. e. 216-215-ből fennmaradt feliratok tanúsága alapján Agathoklész Nagy Sándor ptolemaida kultuszának papja volt. Mikor Ptolemaiosz i. e. 205-ben meghalt, Agathoklész és szövetségesei titokban tartották halálát, hogy alkalmuk nyíljon kifosztani a királyi kincstárat; emellett összeesküvést szőttek Szoszibiosszal, melynek célja az volt, hogy trónra juttassák Agathoklészt vagy legalább régenssé tegyék az új, gyermek uralkodó, V. Ptolemaiosz mellett. Szoszibiosz segítségével meggyilkolták Arszinoét, majd Agathoklész lett a fiatal király gyámja.
Valószínű, hogy Agathoklész nem sokkal ezután megölette Szoszibiuszt, bár a részletek nem ismertek. I. e. 203-202 körül Alexandria egyiptomi és görög lakossága, akiket felháborítottak Agathoklész cselekedetei, Tlépolemosz katonai kormányzó vezetésével felkeltek ellene. Egy éjjel körbevették a palotát, és betörtek. Agathoklész és testvére kegyelemért könyörögtek, de hiába; Agathoklészt végül barátai ölték meg, hogy megkíméljék egy borzalmasabb haláltól, Agathoklea pedig anyjával és húgaival egy templomba menekült, de a felkelők kivonszolták őket, levetkőztették, majd átadták a népharagnak; az emberek puszta kézzel tépték őket darabokra. Rokonaik, akiknek közük volt Arszinoé meggyilkolásához, hasonló sorsra jutottak. Agathoklész feleségével és fiával együtt halt meg.

## Fordítás
- Ez a szócikk részben vagy egészben  az   Agathocles of Egypt című angol Wikipédia-szócikk ezen változatának fordításán alapul.  Az eredeti cikk szerkesztőit annak laptörténete sorolja fel. Ez a jelzés csupán a megfogalmazás eredetét és a szerzői jogokat jelzi, nem szolgál a cikkben szereplő információk forrásmegjelöléseként.